# Space opera
Vesmírná opera nebo Space opera je žánr fantastiky úzce spojený se science fiction. Dílo spadající do této kategorie obvykle zahrnuje romantické dobrodružství, mezihvězdné cestování, vesmírné bitvy a příběh točící se kolem mezihvězdného konfliktu a osobních dramat.

## Historie
Vesmírná opera byl původně hanlivý termín (variace na „koňskou“ a „mýdlovou operu“) zavedený roku 1941 americkým spisovatelem sci-fi Wilsonem Tuckerem pro odlišení tohoto žánru od „vážné“ science fiction zaměřující se na důsledky vědeckého bádání. Pojem se však vzápětí posunul a sloužil k označení všech dobrodružných sci-fi románů z kosmu, popisujících meziplanetární konflikt. Mezi „vážnou“ a „nevážnou“ sci-fi však ve skutečnosti je (pokud vůbec) velmi tenká hranice a mnoho autorů úspěšně kombinuje dobrodružný příběh s vědeckými elementy.
Za zlatý věk původní space opery jsou považována třicátá léta dvacátého století. Typickou ukázkou vesmírné opery z této doby je novela R. Cummingse Piráti na Měsíci, z doby pozdější román Loď Jacka Williamsona. Nelze opomenout ani série Skylark a Lensman E. E. Smithe a díla autorů jako Edmond Hamilton, John W. Campbell a později Hamilton Brackett.
V poslední době došlo k oživení tohoto žánru za vzniku nové space opery. Pro tu je typická kombinace prvků původní vesmírné opery s prvky hard science fiction – tento nový podžánr tedy více dbá na technologickou správnost. Mezi jeho představitele patří: Stephen R. Donaldson, Dan Simmons, John Varley, David Brin, Iain Banks, Catherine Asaroová, Orson Scott Card, John Clute, Charles Stross, J. Michael Straczynski, Peter F. Hamilton, Lois McMaster Bujoldová, M. John Harrison, Donald M. Kingsbury, David Weber, Ken MacLeod, Alastair Reynolds, Mike Resnick, a C. J. Cherryh. Důležitým přispěvatelem vesmírné opery se stala také anime.

## Charakteristika

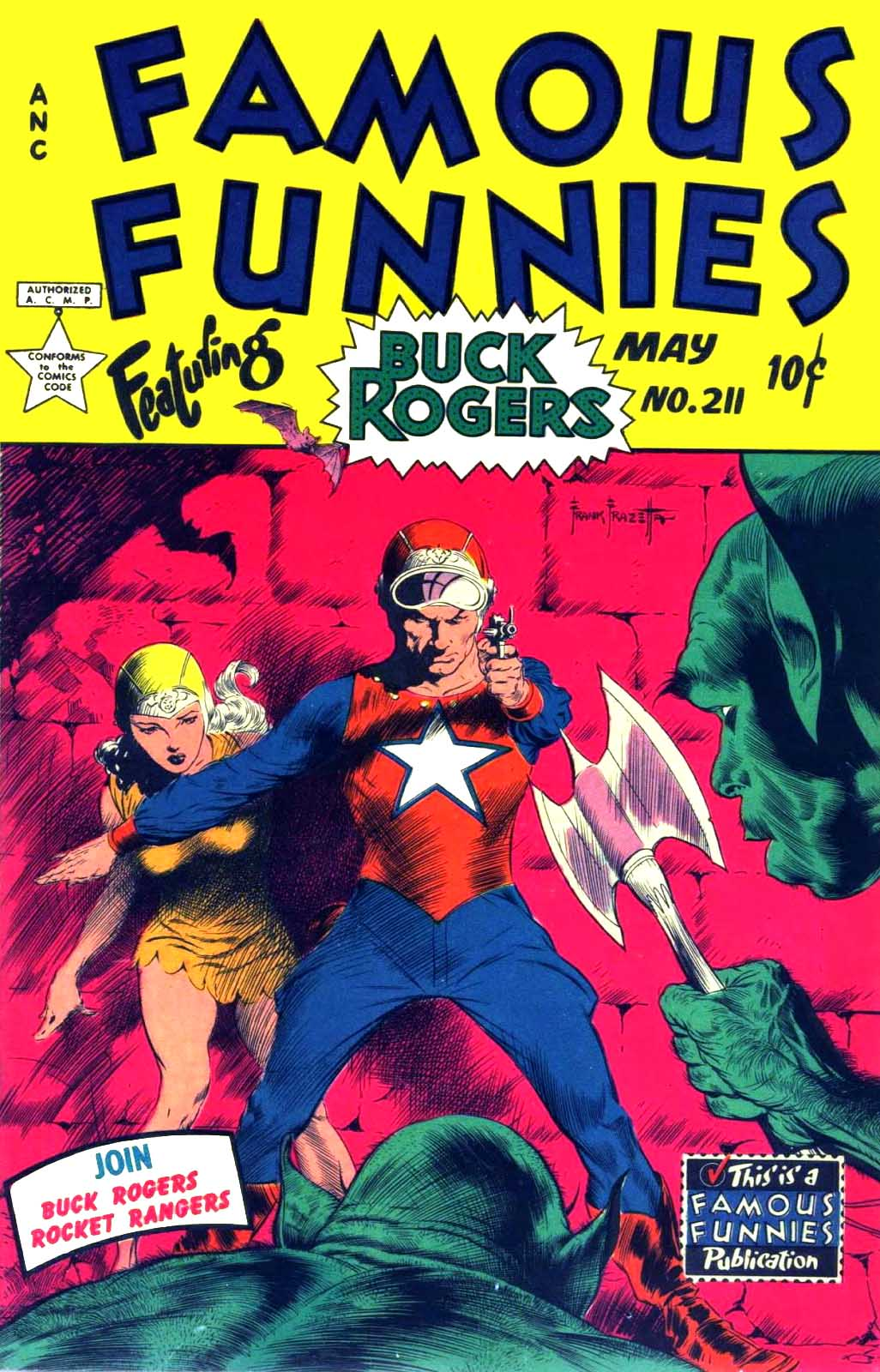
Buck Rogers od Frank Frazetta.

Věrnost vědeckým poznatkům se v tomto žánru liší doslova případ od případu. V některých případech je jediným porušením známých fyzikálních zákonů možnost cestovat rychleji než světlo. Jiné příběhy se ovšem od reality odklánějí podstatně více. V některých existují mystické síly schopné zničit celé planety a vyhladit celé civilizace. Například Star Wars se svou mystickou silou a Hvězdou smrti stojí na pomezí science fiction a fantasy.
Také v dalších rysech se vesmírné opery od sebe velmi odlišují. V kategorii najdeme exempláře s propracovaným vývojem postav a psychologií, jaké píší Lois McMaster Bujoldová a Iain M. Banks, ale také zcela bez těchto rysů.
Oblíbeným rysem vesmírných oper jsou vesmírné bitvy s futuristickými zbraněmi, vojenskou doktrínou a taktikou. Ta je někdy brána natolik vážně, že takové příběhy tvoří vlastní kategorii v rámci sci-fi – tzv. military science fiction.
Za vesmírné opery jsou považovány také mnohé z oblíbených seriálů.
Jako snad každý žánr literatury i v tomto se časem objevila mnohá klišé. Právě tato klišé úspěšně parodovali autoři jako Harry Harrison a Douglas Adams. V roce 1965 napsal Jack Vance příběh Space Opera, který tento žánr paroduje popisováním intergalaktické operní společnosti přinášející kulturu opuštěným světům.

## Příklady děl

### Knihy
- A Fire Upon the Deep a A Deepness in the Sky (Vernor Vinge)
- Childe Cycle (Gordon Dickson)
- série A Million Open Doors (John Barnes)
- Vesmír Aliance a Unie (C. J. Cherryh)
- série Barsoom (Edgar Rice Burroughs)
- série Války s Berserky (Fred Saberhagen)
- série Cities in Flight (James Blish)
- série Culture (Iain M. Banks)
- Série o Heechee (Frederik Pohl)
- trilogie Dies Irae (Brian Stableford)
- série Dorsai (Gordon Dickson)
- Série Duna (Frank Herbert)
- série Enderova hra (Orson Scott Card)
- Série o Nadaci (Základna) (Isaac Asimov)
- The Gorrideon (Barry Stephen Nieuport)
- Legend of the Galactic Heroes (Tanaka Yoshiki) (také manga a anime)
- Série o Honor Harringtonové (David Weber)
- série Humanx Commonwealth (Alan Dean Foster)
- Kantos Hyperionu, Ílion (Dan Simmons)
- Known Space, Války s Kzinty (Larry Niven)
- série Lensman (E. E. Smith)
- Light (M. John Harrison)
- série Mageworld (Debra Doyle a James D. Macdonald)
- Tříska v božím oku (Larry Niven a Jerry Pournelle)
- trilogie Úsvit noci a Sága Společenství (Peter F. Hamilton)
- Odhalený vesmír (Alastair Reynolds)
- série Noon Universe
- série Perry Rhodan
- Rim worlds (A. Bertram Chandler)
- The Saga of Pliocene Exile (Julian Mayová)
- Serrano Legacy (Elizabeth Moonová)
- Uplift Universe (David Brin)
- série Dobrodružství Milese Vorkosigana (Lois McMaster Bujoldová)
- série Lord Morituri (Simon R. Green)
- Galactic Center Saga (Gregory Benford)
- The Gap Cycle (Stephen R. Donaldson)
- Saga of Seven Suns (Kevin J. Anderson)

### Komiksy
- Dan Dare (Frank Hampson)
- Buck Rogers (Dick Calkins)
- Flash Gordon (Alex Raymond)
- Schlock Mercenary
- Valérian: Spatio-Temporal Agent (Jean-Claude Mezieres a Pierre Christin)

### Seriály
- Andromeda Stoupající (Gene Roddenberry)
- Babylon 5 (J. Michael Straczynski)
- Banner of the Stars aka Seikai no Senki (anime)
- Banner of the Stars II aka Seikai no Senki II (anime)
- Battlestar Galactica 1978, 1980, 2003-2009
- Blake's 7
- Crest of the Stars aka Seikai no Monshou (anime)
- Farscape
- Firefly (Joss Whedon)
- Gundam
- Harlock Saga (anime)
- Kovboj Bebop (anime)
- Legend of the Galactic Heroes (anime)
- Lexx
- The Super Dimension Fortress Macross (anime)
- Outlaw Star (anime)
- Robotech (anime)
- Raumpatrouille - Die phantastischen Abenteuer des Raumschiffes ORION
- Space: Above and Beyond
- Červený trpaslík (seriál) (Red Dwarf)
- Stargate Universe

### Filmy
- Barbarella (Roger Vadim)
- Hvězdné války (George Lucas)
- Pátý element (Luc Besson)
- Serenity (Joss Whedon)
- Duna (David Lynch)
- Riddick: Kronika temna (David Twohy)
- Valerian a město tisíce planet (Luc Besson)

### Hry
V prostředí z vesmírných oper jsou zasazené mnohé RPG, deskové a také počítačové hry

#### Počítačové hry
- Mass Effect 1-3 - akční RPG série s epickým příběhem, bohatě propracovaným univerzem a silným důrazem na charaktery postav a emoce
- Star Control
- StarCraft
- Homeworld 1 a 2 – 3D simulace vesmírných bitev a strategie s epickým příběhem
- Master of Orion 1-3 – strategická simulace zabývající se vzestupem zvolené rasy a dobýváním galaxie
- Imperium Galactica
- Nexus: The Jupiter Incident – taktická simulace s bojem v reálném čase a epickým příběhem
- Alpha Centauri
- System Shock
- série Wing Commander
- Halo: Combat Evolved a její pokračování Halo 2, Halo 3, Halo 3:ODST, Halo Wars, Halo: Reach a Halo 4
- Freelancer
- X³: Reunion